# Zapadnosubanonski jezik
Zapadnosubanonski jezik (siocon; ISO 639-3: suc), jedan od jezika subanunske podskupine velikocentralnofilipinskih jezika kojim govori oko 75.000 ljudi (1997 SIL), pripadnika etničke grupe Subanun s Filipina. 
Nekada se klasificirao u južnofilipinske jezike i subnonskoj podskupini kalibugan. Siocon je raširen na otoku Mindanao na poluotoku Zamboanga i srodan je kolibuganu

## Vanjske poveznice
- Ethnologue (14th)
- Ethnologue (15th)